# Sikelia Productions
Sikelia Productions, vorher auch Cappa Productions bzw. Cappa Films, ist ein US-amerikanisches Filmproduktionsunternehmen, welches in seiner heutigen Form 2003 von Martin Scorsese gegründet wurde. Bislang hat es über vierzig Serien, Spiel- und Dokumentarfilme produziert. Zu den Werken zählen unter anderem Filme wie Shutter Island (2010), The Wolf of Wall Street (2013) und The Irishman (2019) und die Serien Boardwalk Empire und Vinyl. Der Sitz des Unternehmens befindet sich in New York City.

## Geschichte
1989 gründete Martin Scorsese seine Produktionsgesellschaft, die zunächst Cappa Productions hieß. Der Name Cappa ist der Mädchenname seiner Mutter Catherine Scorsese, die auch in einigen seiner Filme auftrat. Im Jahr 2003 gründete er das heutige Unternehmen unter dem Namen Sikelia Productions. Sikelia ist der griechische Name der italienischen Region Sizilien, aus der Scorseses Großeltern stammten.
In den frühen 1990er Jahren ging das Unternehmen eine Partnerschaft mit Universal Pictures ein, die bis 1996 andauerte. Anschließend wurde eine Partnerschaft mit den Walt Disney Studios vereinbart. Von 2010 bis 2019 bestand eine Partnerschaft zwischen Sikelia Productions und Paramount Pictures. Aus letzterer Partnerschaft stammen Werke wie The Wolf of Wall Street, Shutter Island, Hugo Cabret, Silence und die Rolling-Stones-Dokumentation Shine a Light.
Im Jahr 2020 ging Apple Medienangaben zufolge mit Sikelia Productions eine First-Look-Vereinbarung ein, die Apple für mehrere Jahre ein Vorkaufsrecht an Scorsese-Produktionen einräumen soll. Das erste aus mehreren geplanten Projekten ist der Film Killers of the Flower Moon (2023), welcher von Sikelia Productions für Apple TV+ produziert und von Paramount Pictures in Kinos veröffentlicht wurde.

## Produktionen (Auswahl)
| Titel                                         | Jahr      | Format         |
| --------------------------------------------- | --------- | -------------- |
| Aviator                                       | 2004      | Film           |
| Departed – Unter Feinden                      | 2006      | Film           |
| Shine a Light                                 | 2008      | Dokumentarfilm |
| Shutter Island                                | 2010      | Film           |
| Boardwalk Empire                              | 2010–2014 | Serie          |
| Public Speaking                               | 2010      | Dokumentarfilm |
| Hugo Cabret                                   | 2011      | Film           |
| George Harrison: Living in the Material World | 2011      | Dokumentarfilm |
| The Wolf of Wall Street                       | 2013      | Film           |
| Silence                                       | 2016      | Film           |
| Vinyl                                         | 2016      | Serie          |
| The Irishman                                  | 2019      | Film           |
| Killers of the Flower Moon                    | 2023      | Film           |
| Maestro                                       | 2023      | Film           |